# Coscinia libyssa
Coscinia libyssa là một loài bướm đêm thuộc phân họ Arctiinae, họ Erebidae.